# Revine Lago

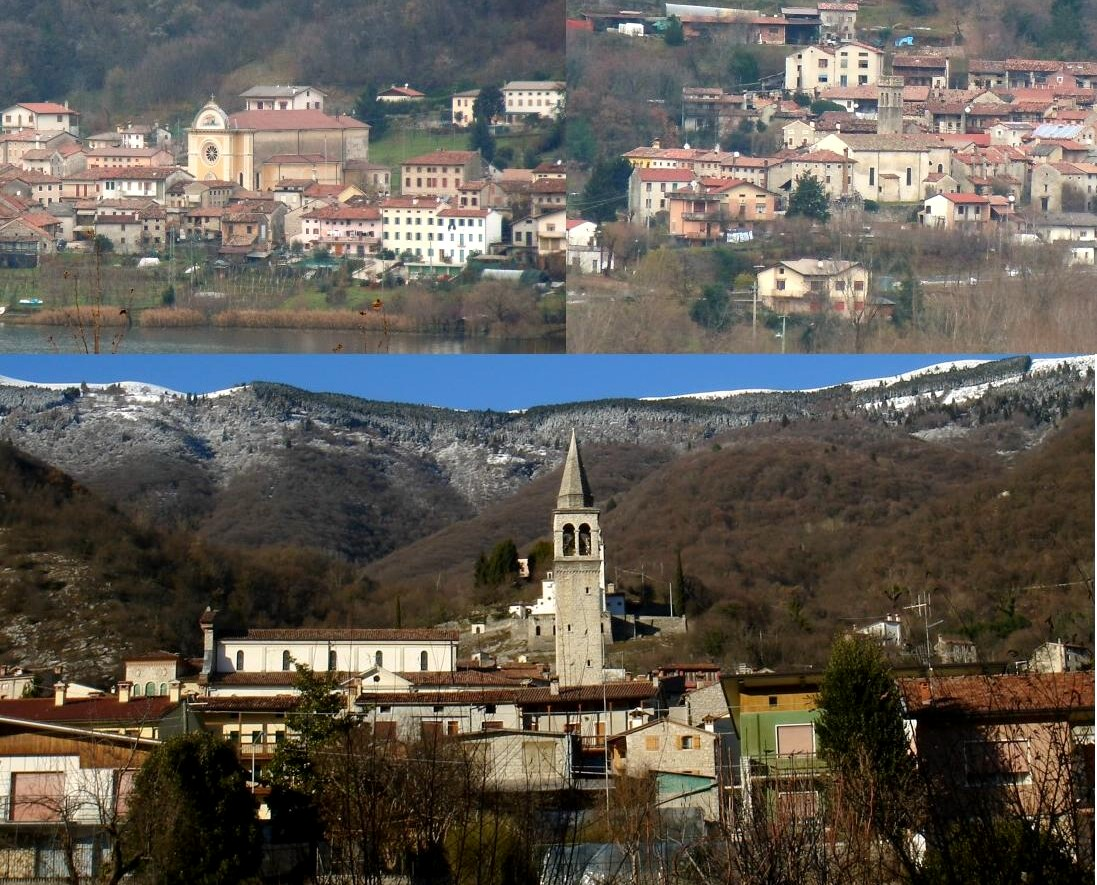
Revine Lago

Revine Lago ist eine nordostitalienische Gemeinde (comune) mit 2108 Einwohnern (Stand 31. Dezember 2023) in der Provinz Treviso in Venetien. Die Gemeinde liegt etwa 37 Kilometer nördlich von Treviso und grenzt unmittelbar an die Provinz Belluno. Der Verwaltungssitz befindet sich im Ortsteil Santa Maria. Die Laghi di Revine Lago sind der Lago di Santa Maria und der Lago di Lago (auch Lago di San Giorgio).

## Verkehr
An der Gemeinde vorbei führt die Autostrada A27 (d'Alemagna) von Mestre nach Pian di Vedoia. 

## Lago Film Fest
Seit 2005 findet während neun Tagen im Juli in Revine Lago das internationale Lago Film Fest statt. Ausgezeichnet werden Kurzfilme, Dokumentarfilme und Drehbücher. Während des Fests werden Workshops zu unterschiedlichen Bereichen der Filmproduktion organisiert.